# 여선중학교
여선중학교(麗仙中學校)는 대한민국 전라남도 여수시 선원동에 있는 공립 중학교이다.

## 학교 연혁
- 1981년 3월 7일 : 쌍봉여자중학교 개교 (18학급, 최병순 교장)
- 1987년 3월 1일 : 여천여자중학교 교명 변경
- 2000년 3월 1일 : 여선중학교 교명 변경 (남녀공학)
- 2023년 9월 1일 : 제17대 민경희 교장 부임
- 2025년 2월 7일 : 제42회 졸업 138명(총 11,674명)

## 참고 자료
- 여선중학교 - 한국교육학술정보원 학교알리미